# Antidoron
Antidorom (av grekiskans ἀντίδωρον, i stället för gåva) är inom den ortodoxa kyrkan det välsignade brödet som delas ut i slutet av nattvarden. 